# Bisalhães

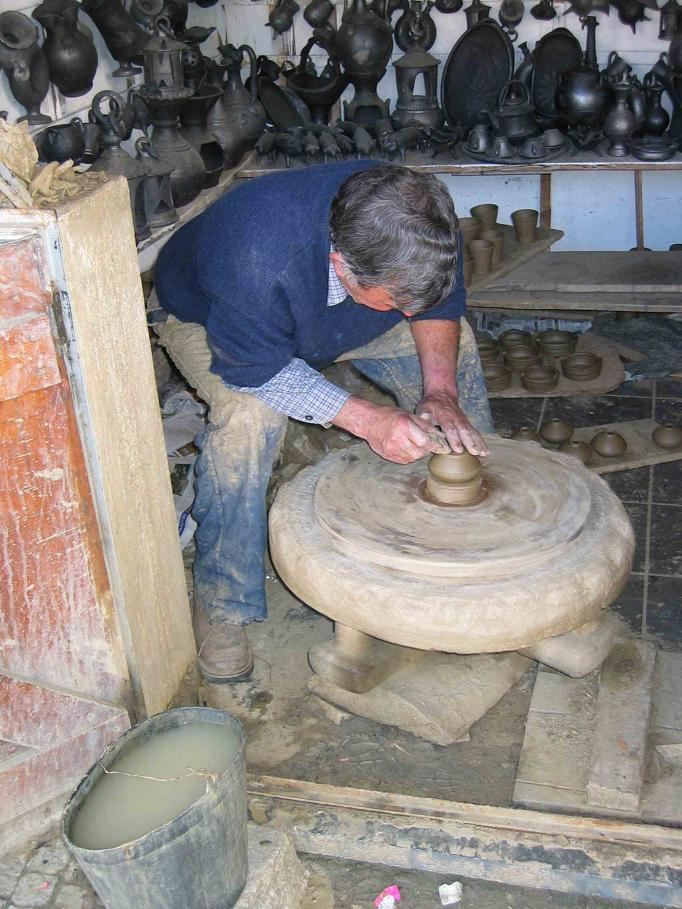
Oleiro em Bisalhães a trabalhar o "barro preto"

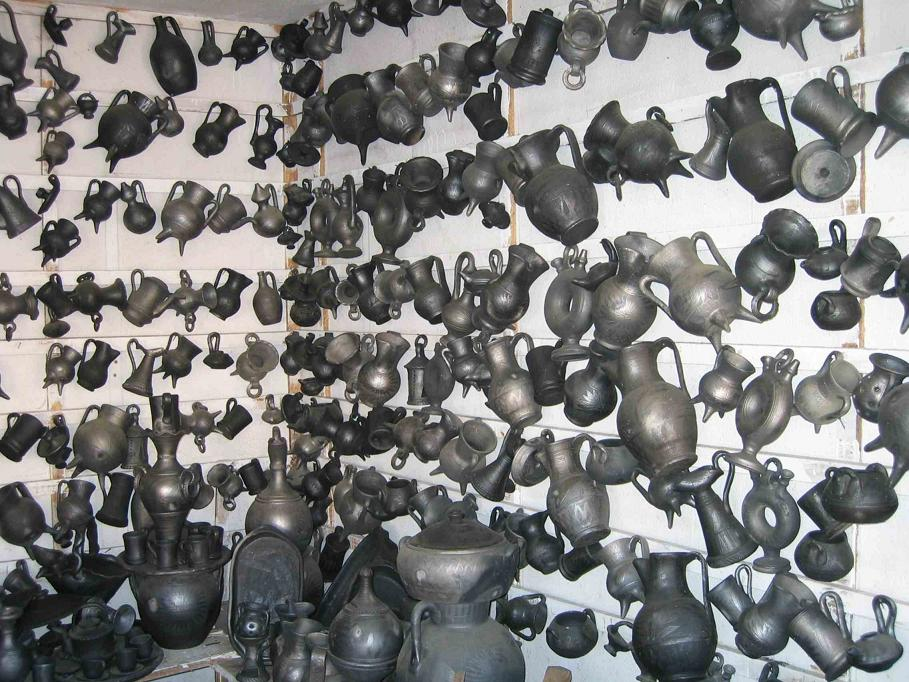
Olaria Negra de Bisalhães

Bisalhães é uma aldeia situada na encosta sul da Freguesia de Mondrões, Município de Vila Real, em Portugal.

## Barro preto de Bisalhães
É célebre pela olaria de Bisalhães, mais conhecida por "Barro preto de Bisalhães".
O processo de fabrico da Olaria Negra de Bisalhães foi declarado Património Cultural Imaterial da Unesco em 29 de novembro de 2016 durante a reunião do Comité Intergovernamental para a Salvaguarda do Património Cultural Imaterial em Adis Abeba, na Etiópia.
A olaria negra de Bisalhães está incluída na lista do Património Cultural Imaterial que necessita de medidas urgentes de salvaguarda da UNESCO, sendo o outro elemento português o fabrico de chocalhos.
A candidatura foi apresentada pela Câmara Municipal de Vila Real por se tratar de uma atividade em vias de extinção, cuja principal dificuldade que enfrenta é o facto de existirem apenas cinco oleiros a dedicar-se a esta arte e com idade avançada.
Este processo ancestral passa por cozer as peças feitas pelos oleiros em fornos abertos na terra, onde são queimadas giestas, caruma e carquejas que são depois abafadas com terra que, misturada com o fumo, confere a cor negra às peças de barro.
O processo de confeção da olaria de Bisalhães remonta, pelo menos, ao século XVI. Esse método ancestral, desde a preparação do barro à cozedura da louça, foi o primeiro registo cultural de âmbito produtivo, onde prevalece o fator do trabalho humano, a ser incluído no Inventário Nacional do Património Cultural e Imaterial.